# Bussière-Saint-Georges
Bussière-Saint-Georges är en kommun i departementet Creuse i regionen Nouvelle-Aquitaine i de centrala delarna av Frankrike. Kommunen ligger i kantonen Boussac som tillhör arrondissementet Guéret. År 2022 hade Bussière-Saint-Georges 259 invånare.

## Befolkningsutveckling
Antalet invånare i kommunen Bussière-Saint-Georges
Referens:INSEE